# تالار فلسفی
تالار فلسفی (به انگلیسی: Philosophical Hall) یک ساختمان تاریخی در خیابان پنجم جنوبی در مرکز شهر فیلادلفیا سنتر سیتی، فیلادلفیا، پنسیلوانیا، ایالات متحده آمریکا است. این ساختمان که در نزدیکی تالار استقلال واقع شده است، بیش از ۲۰۰ سال است که مقر انجمن فلسفی آمریکا بوده است. در سال ۱۹۶۵ به دلیل ارتباط با آن سازمان به عنوان یک مکان تاریخی ملی تعیین شد.

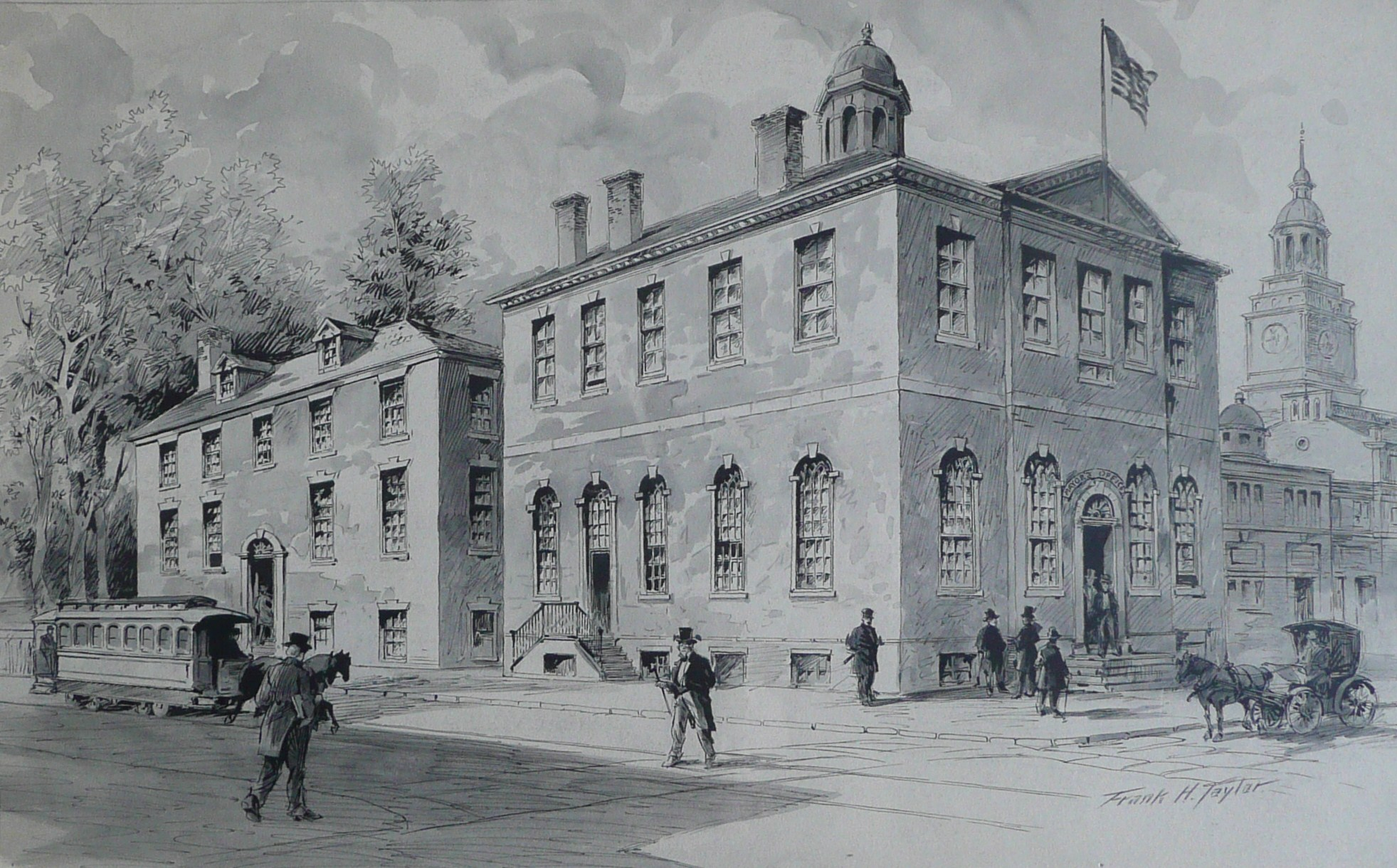
تالار فلسفی، فیلادلفیا، در سمت چپ با آبرنگ از سال ۱۹۱۹

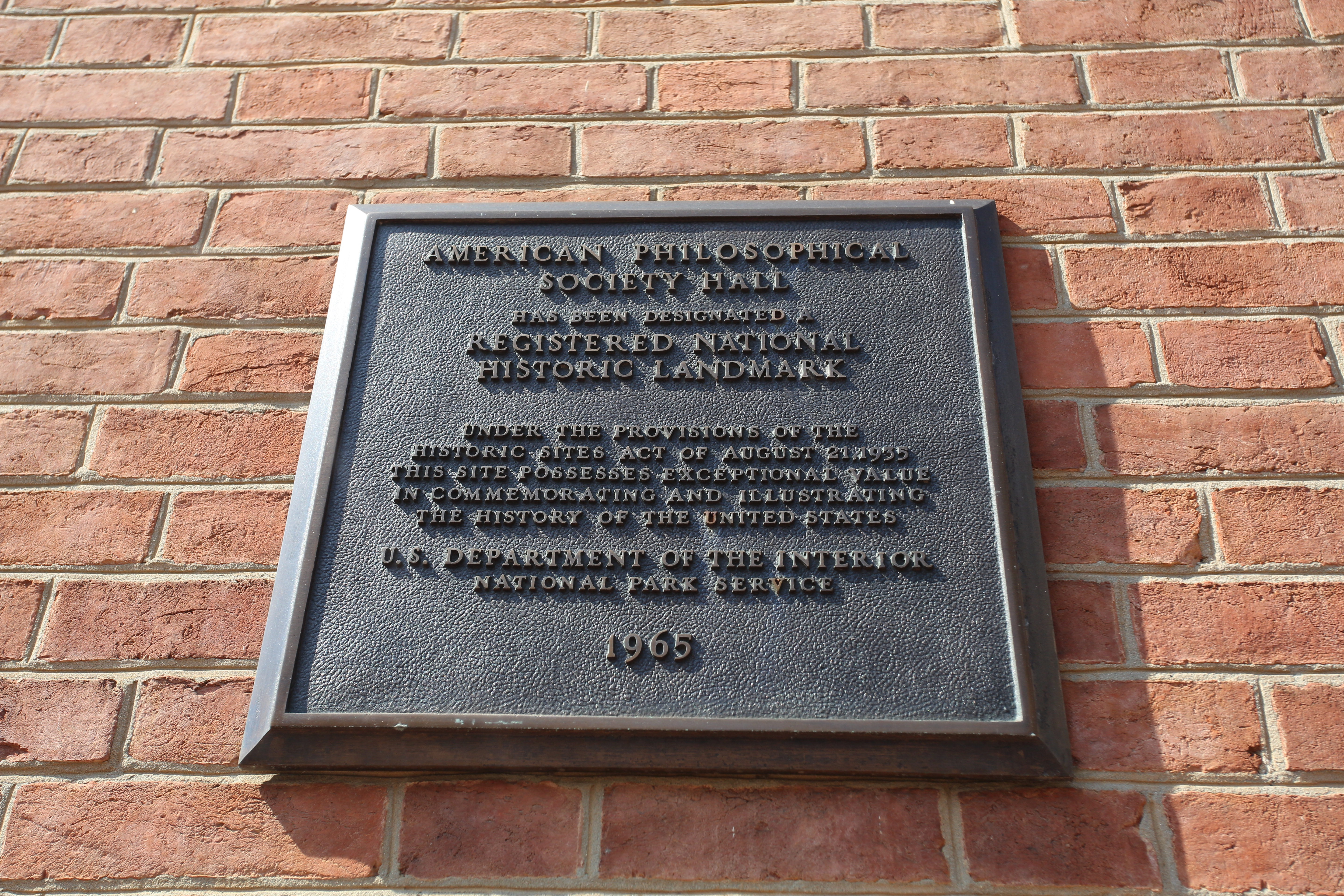
پلاک نشانه تاریخی ملی

## اصل و نسب
به مدت بیست سال پس از تأسیس، انجمن فیلسوفان آمریکا (APS) خانه‌ای برای خود نداشت و در مکان‌های مختلف در فیلادلفیا گرد هم آمد. در سال ۱۷۸۳ اعضای این انجمن رای به ساختن ساختمانی دادند که بتوان در آن جلسات را برگزار کرد. انجمن در ابتدا موارد زیادی را در نزدیکی خیابان آرچ در نظر گرفت، اما تعداد زیادی در حیاط خانه ایالتی، که اکنون میدان استقلال است، در دسترس قرار گرفت. در سال ۱۷۸۵ مجلس قانونگذاری پنسیلوانیا، که در مجلس ایالتی، که امروزه به عنوان تالار استقلال شناخته می‌شود، تشکیل جلسه داد، رای به دادن قرعه به انجمن داد.
انجمن بلافاصله حفاری سرداب ساختمان جدید را آغاز کرد. با این حال، جمع آوری کمک مالی به کندی پیش رفت و ساخت ساختمان چهار سال طول کشید، پول نهایی مورد نیاز برای تکمیل آن از طریق وام از بنجامین فرانکلین، عضو انجمن تامین شد. 

## تاریخچه
تالار فلسفی مکانی را برای جلسات انجمن فیلسوفان آمریکا و همچنین دفاتر و کتابخانه خود فراهم کرد. ساختمان بزرگتر از نیاز انجمن بود و اتاق‌های آن به شرکت‌های دیگری اجاره داده می‌شد. کلاس‌های دانشگاه پنسیلوانیا برای چندین سال در اینجا برگزار می شد. چارلز ویلسون پیل موزه فیلادلفیای خود را برای چندین سال در اینجا قرار داد. دولت همچنین فضایی از جمله شهر و دادگاه منطقه‌ای ایالات متحده برای ناحیه شرقی پنسیلوانیا را اجاره کرد . انجمن در نهایت در سال ۱۹۳۴ از عملیات اجاره فضا خود خاتمه داد زمانی که یک وصیت قابل توجه از یکی از اعضای آن آن را در پایه‌های مالی آنرا استوار محکم کرد. 
انجمن چندین بار در نظر داشت سالن فلسفی را ترک کند بخصوص زمانی که شهر به دنبال تصاحب ساختمان به عنوان دادگاه بود. با این حال طرفین نتوانستند روی قیمت توافق کنند. در اوایل قرن بیستم، انجمن انتقال به بلوار تازه ساخته شده پارک وی بنجامین فرانکلین را در نظر گرفت. برنامه‌ریزان امیدوار بودند که گروه‌های فکری را به دفاتر پارک وی جذب کنند. اعضای انجمن چندین بار به این موضوع فکر کردند، اما وصیت نامه  ۱۹۳۴ به بحث پایان داد. انجمن فیلسوفان آمریکا در سالن فلسفی باقی ماند. در سال ۱۸۹۰ انجمن طبقه سومی را بر روی تالار فلسفی ساخت تا کتابخانه در حال گسترش خود را در آن خود جای دهد، اما طبقه اضافه شده زشت تلقی شد و در سال ۱۹۴۹ پس از انتقال کتابخانه به فضای دیگر، حذف شد.

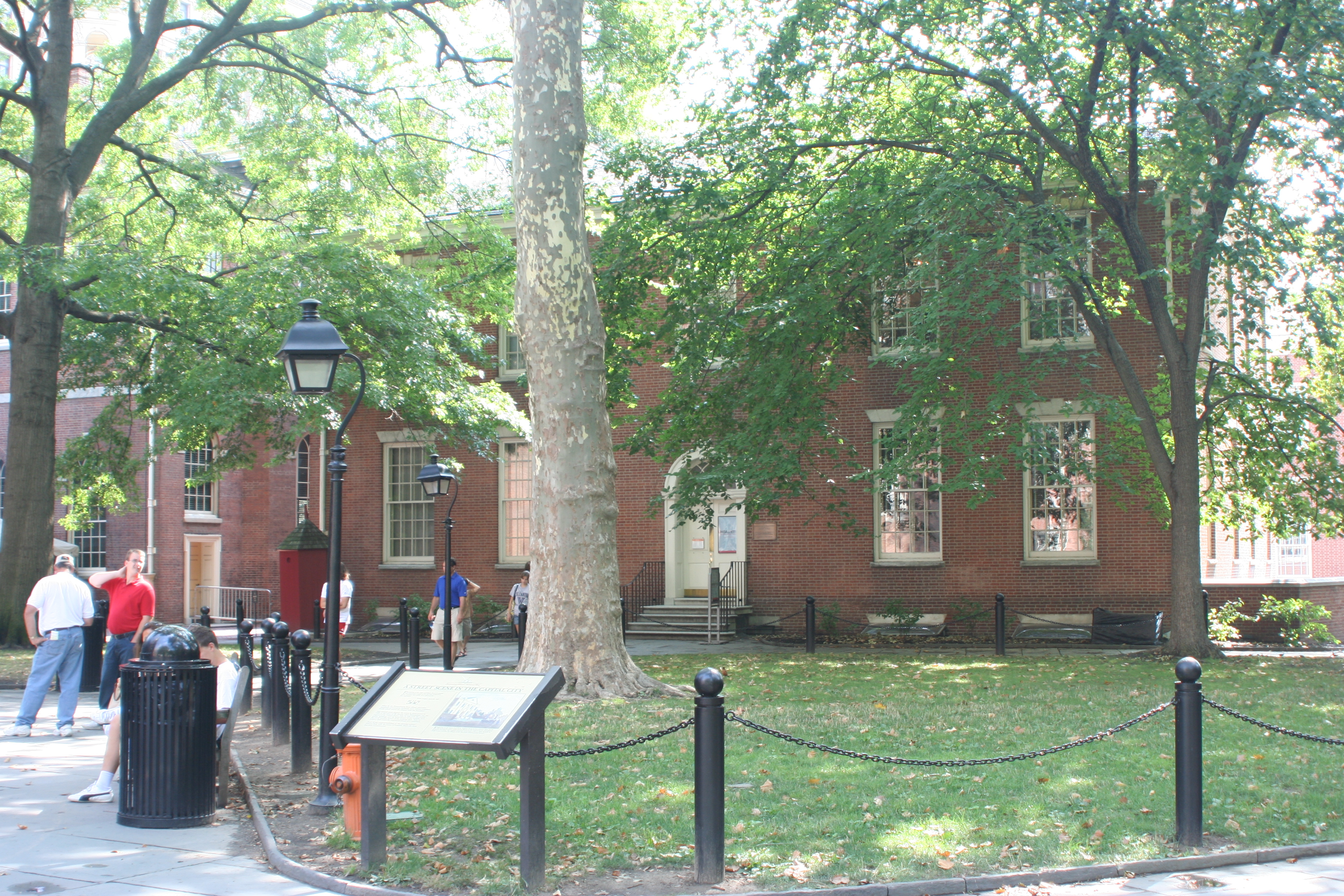
تالار فلسفی در حال حاضر

امروزه، تالار فلسفی فضایی را برای دفاتر انجمن فیلسوفان آمریکا فراهم می‌کند و موزه‌ای را در خود جای داده است که از آوریل تا دسامبر هر سال به روی عموم باز است. جلسات دو بار در سال به تالار بنجامین فرانکلین، تقریباً یک بلوک دورتر منتقل شد. این تنها سازه خصوصی در میدان استقلال است. 

## همچنین ببینید
- فهرست آثار تاریخی ملی در فیلادلفیا
- فهرست‌های ثبت ملی مکان‌های تاریخی در سنتر سیتی، فیلادلفیا

## لینک های خارجی
- Historic American Buildings Survey (HABS) No. {{{survey}}}, "American Philosophical Society"